# یاچنگکی
یاچنگکی (به لاتین: Jaczniki) یک روستا در لهستان است که در گمینا لیپسک واقع شده‌است.